# Hans Martin
Hans Martin (Zurigo, 29 aprile 1913 – Opfikon, 30 maggio 2005) è stato un ciclista su strada svizzero, professionista dal 1935 al 1946. In carriera vinse tre tappe al Tour de Suisse e un Meisterschaft von Zürich; inoltre colse importanti piazzamenti, fra cui il terzo posto alla Milano-Modena 1940 e il settimo nella prova in linea dei Campionati del mondo di ciclismo su strada 1938.

## Palmarès
- 1938 (Victoria, due vittorie)

Meisterschaft von Zürich
2ª tappa Tour de Suisse (Sciaffusa > Coira)
- 1942 (individuale, una vittoria)

3ª tappa Tour de Suisse (Bellinzona > Lucerna)
- 1946 (Tebag, una vittoria)

4ª tappa Tour de Suisse (Berna > Zugo)

## Piazzamenti

### Grandi Giri
- Tour de France

1936: squalificato (14ª tappa, 2ª semitappa)

### Competizioni mondiali
- Campionati del mondo

Valkenburg 1938 - In linea: 7º